# Paul U. Bergström, Södermalm

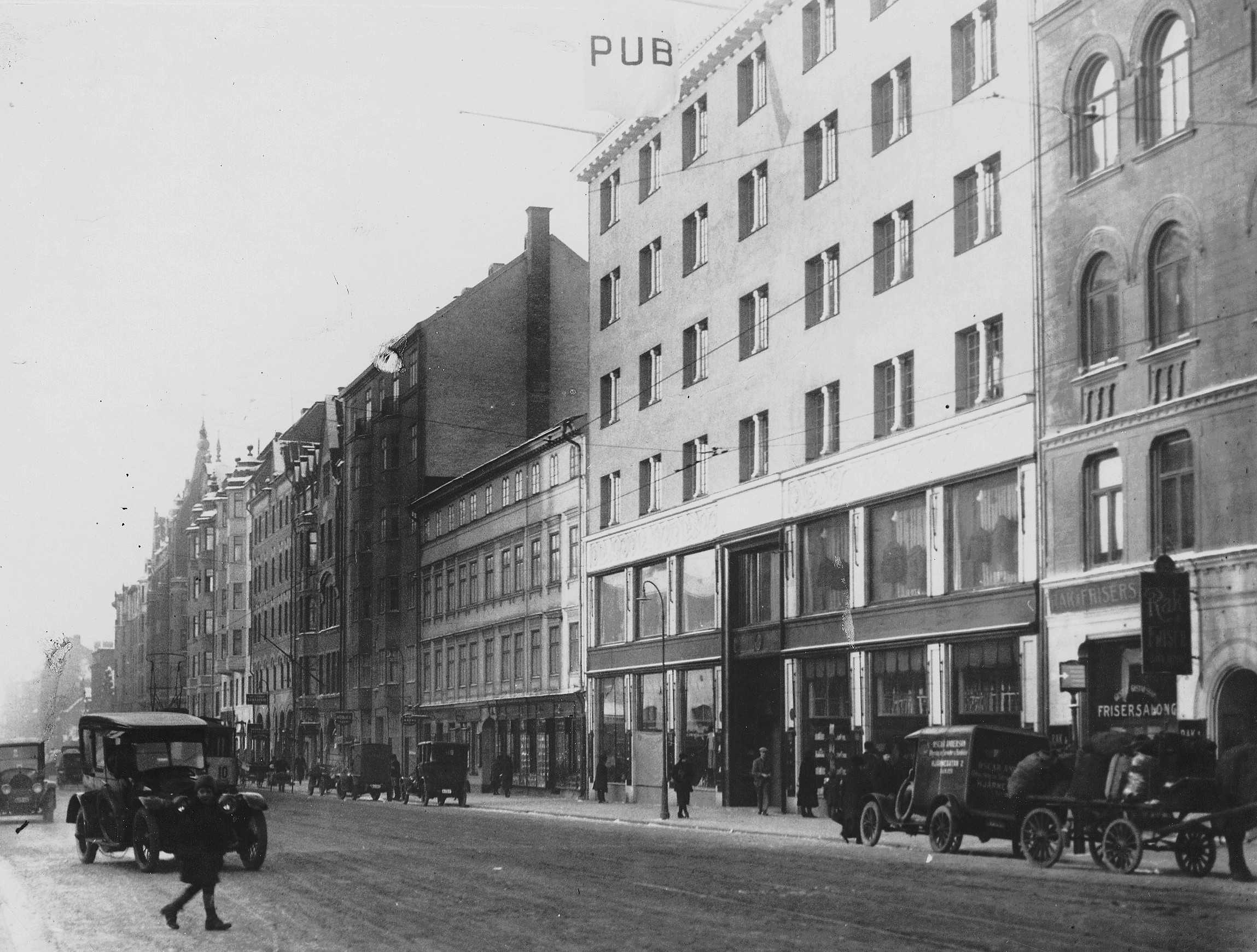
Paul U. Bergström på Södermalm 1924.

Paul U. Bergström på Södermalm låg i fastigheten Ormen större 20 på Södermalm i Stockholm. Huvudbyggnaden med adress Hornsgatan 54 ritades av arkitekt Hakon Ahlberg och var när det invigdes 1924 varuhuset PUB:s filial på Södermalm.

## Byggnad

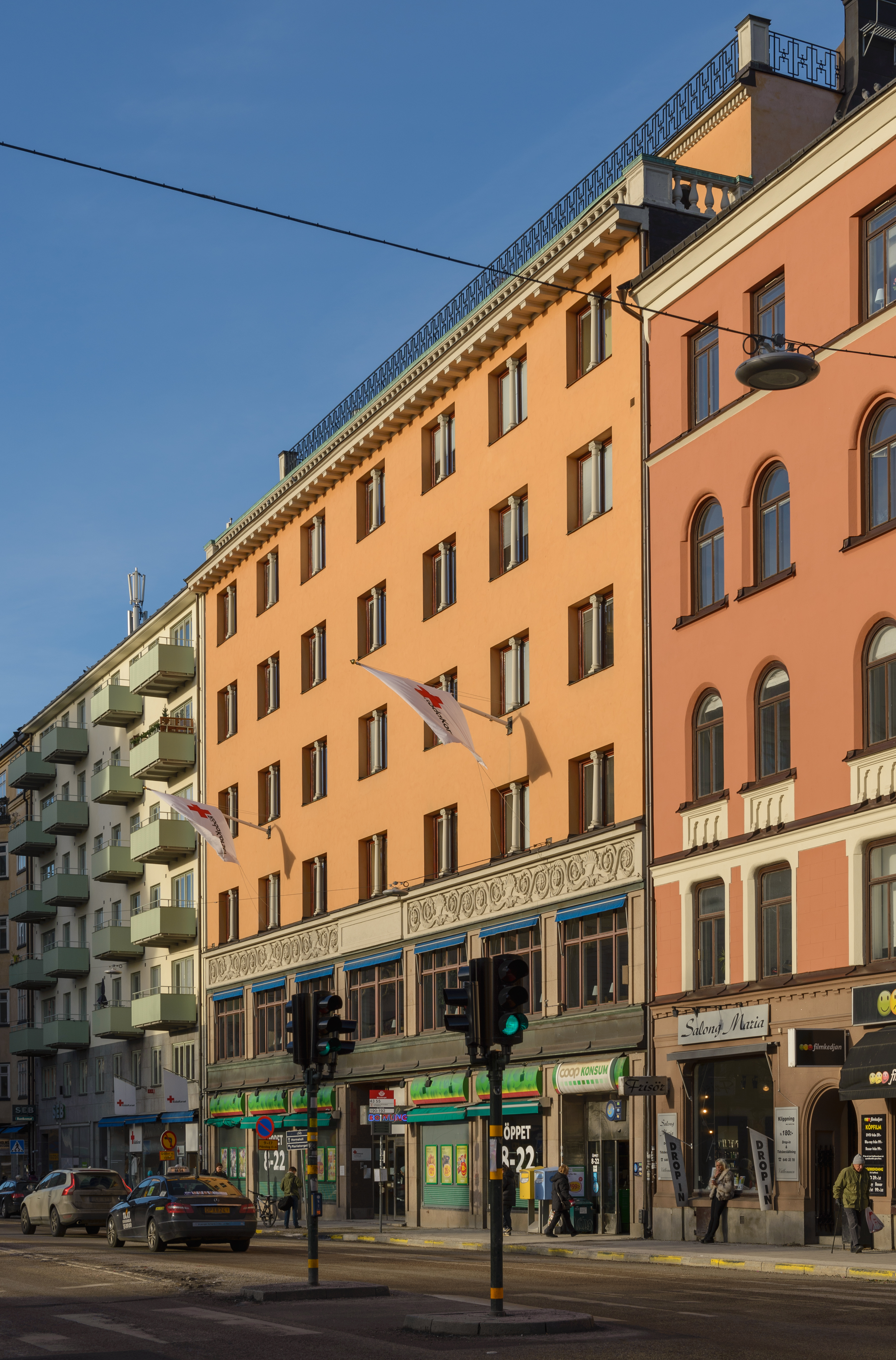
Byggnaden i februari 2013.

Kvarteret Ormen större omges av Brännkyrkagatan i norr, Blecktornsgränd i öst, Timmermansgatan i väst och Hornsgatan i syd. Intressant är fastigheten Ormen större 20 med adress Hornsgatan 54. Innan nuvarande byggnad uppfördes fanns här ett bostadshus i tre våningar från 1800-talets mitt. 
Sedan 1914 hade inte byggts något nytt hus vid Hornsgatan, men år 1924 anlitade byggherren Paul U. Bergström arkitekt Hakon Ahlberg att rita ett nytt varuhus med bra skyltläge i fonden av dåvarande Adolf Fredriks torg (nuvarande Mariatorget). Byggmästare var Frithiof Dahl. Ahlberg ritade ett hus i sex våningar med indragen takvåning. Fasaden mot Hornsgatan formgavs i den för tiden typiska 1920-talsklassicism.  
Fasaden i bottenvåningen och våning en trappa fick stora fönster, däröver lades en putsfris med blomstergirlanger, följt av en slät, putsad fasadyta i fyra våningar och med sju fönsteraxlars bredd. Varje fönster gestaltades rakt och enkelt, var småspröjsat (inte längre kvar idag) och delat på mitten av en liten kolonn i jonisk ordning. Framför den indragna takvåningen ritade Ahlberg en balustrad med klassiska balusterdockor. Takfoten utformade han med tandsnittmotiv och högst upp avslutades fasaden med ett smidesräcke.

## Verksamhet
I de två nedersta våningarna med stora fönster mot Adolf Fredriks torg hade varuhuset PUB sina lokaler. Högre upp fanns (och finns) bostäder. Varuhusets telefonanrop lydde ”Paul U. Bergström på Södermalm”. Det var det glada 1920-talet och här handlade söderflickorna silkesstrumpor och grovstickade jumprar i den nya Chanelstilen.
Paul U. Bergström avled 1934 och året efter förvärvade Kooperativa Förbundet hans rörelse. Vid slutet av 1930-talet upphörde verksamheten vid Hornsgatan och huset byggdes om. Bland andra flyttade Myrstedts mattaffär in och Södra Bowlinghallen, som fortfarande finns kvar. År 2000 utfördes den senaste ombyggnaden genom nuvarande fastighetsägaren Folksam. Idag finns i huset – utöver bowlinghallen i källarplanet – en Coop Konsum-butik på bottenvåningen. Resten av huset är under renovering, efter att Röda korset lämnade det 2022. 

## Byggnadsdetaljer

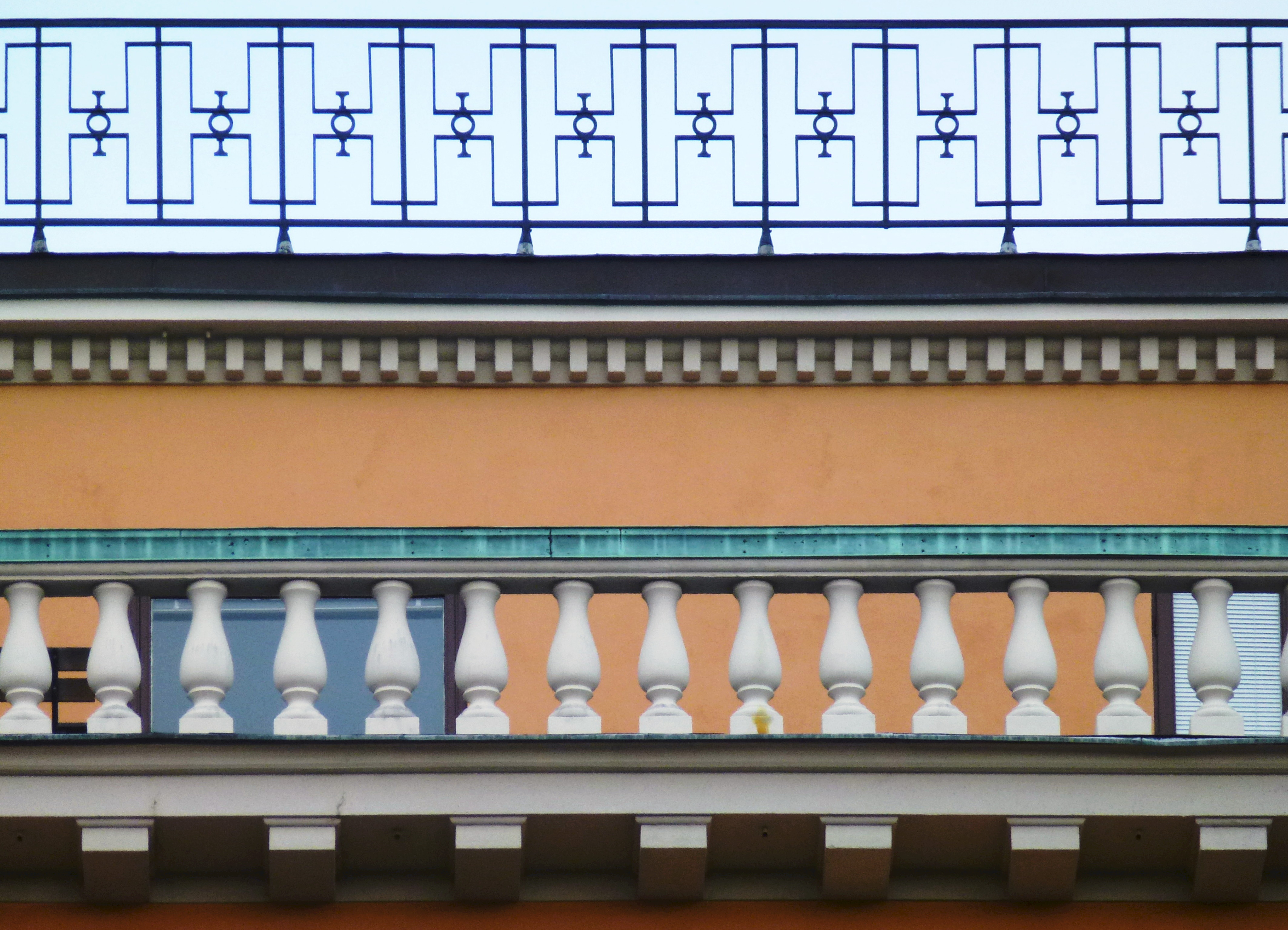
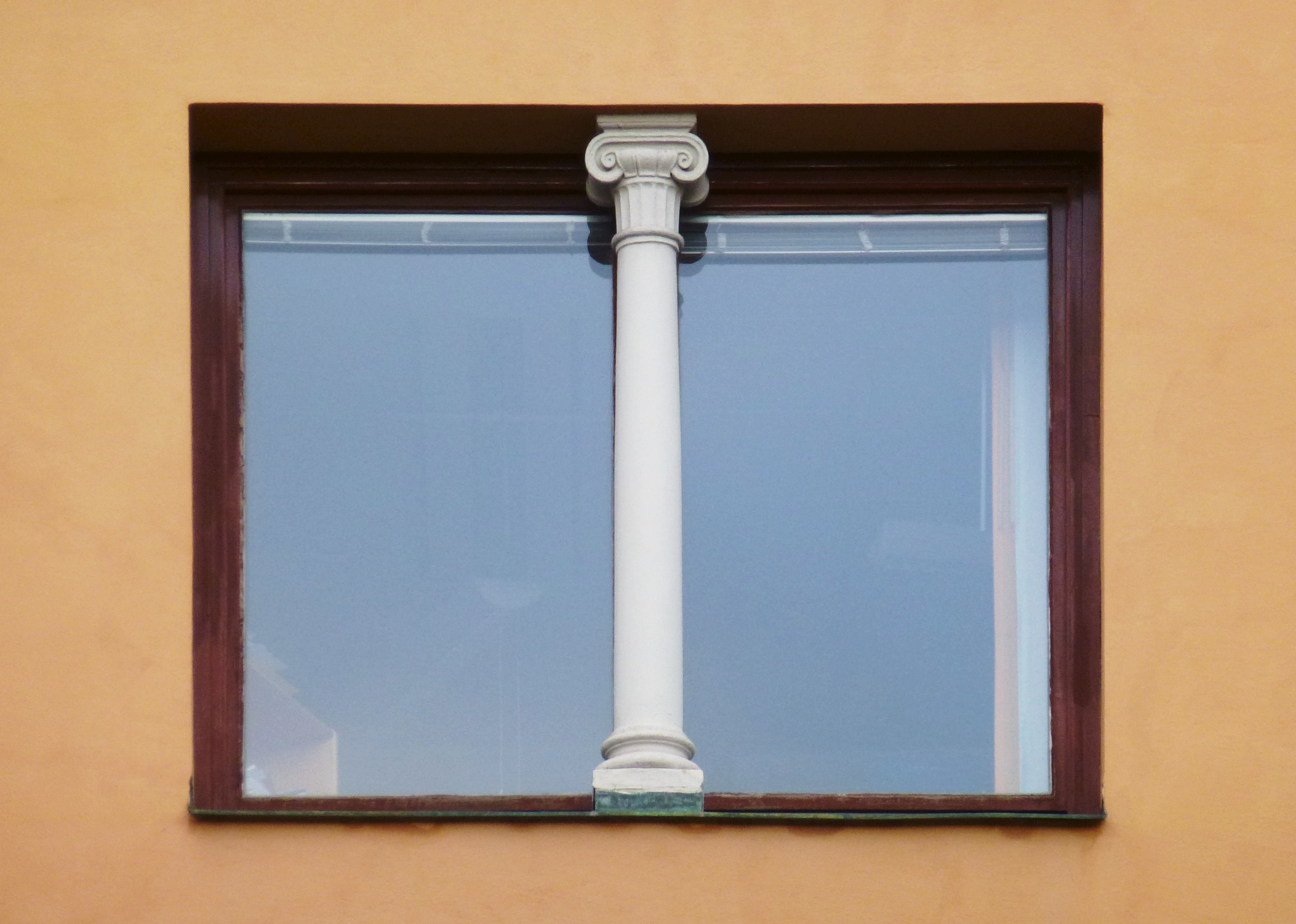
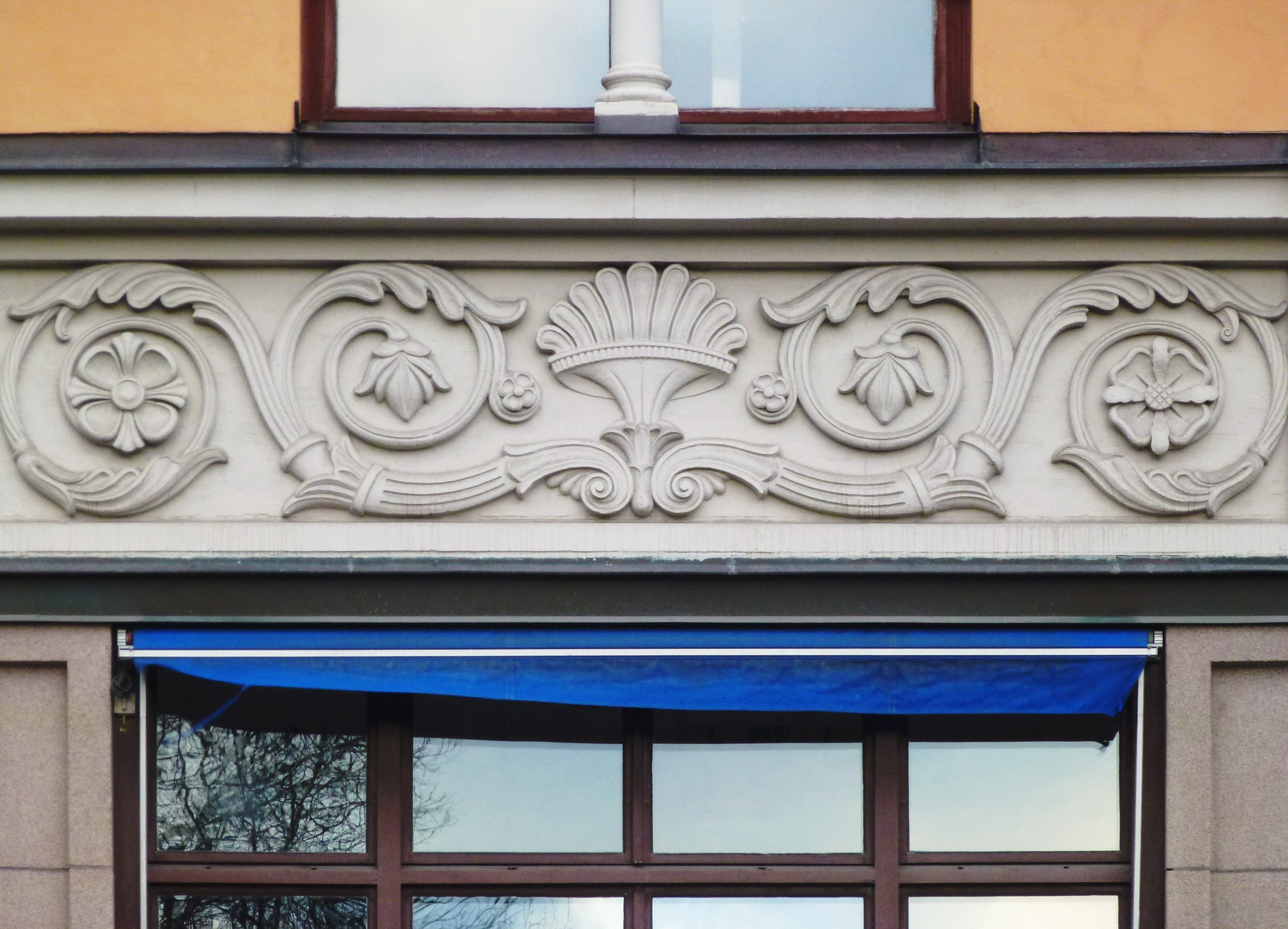
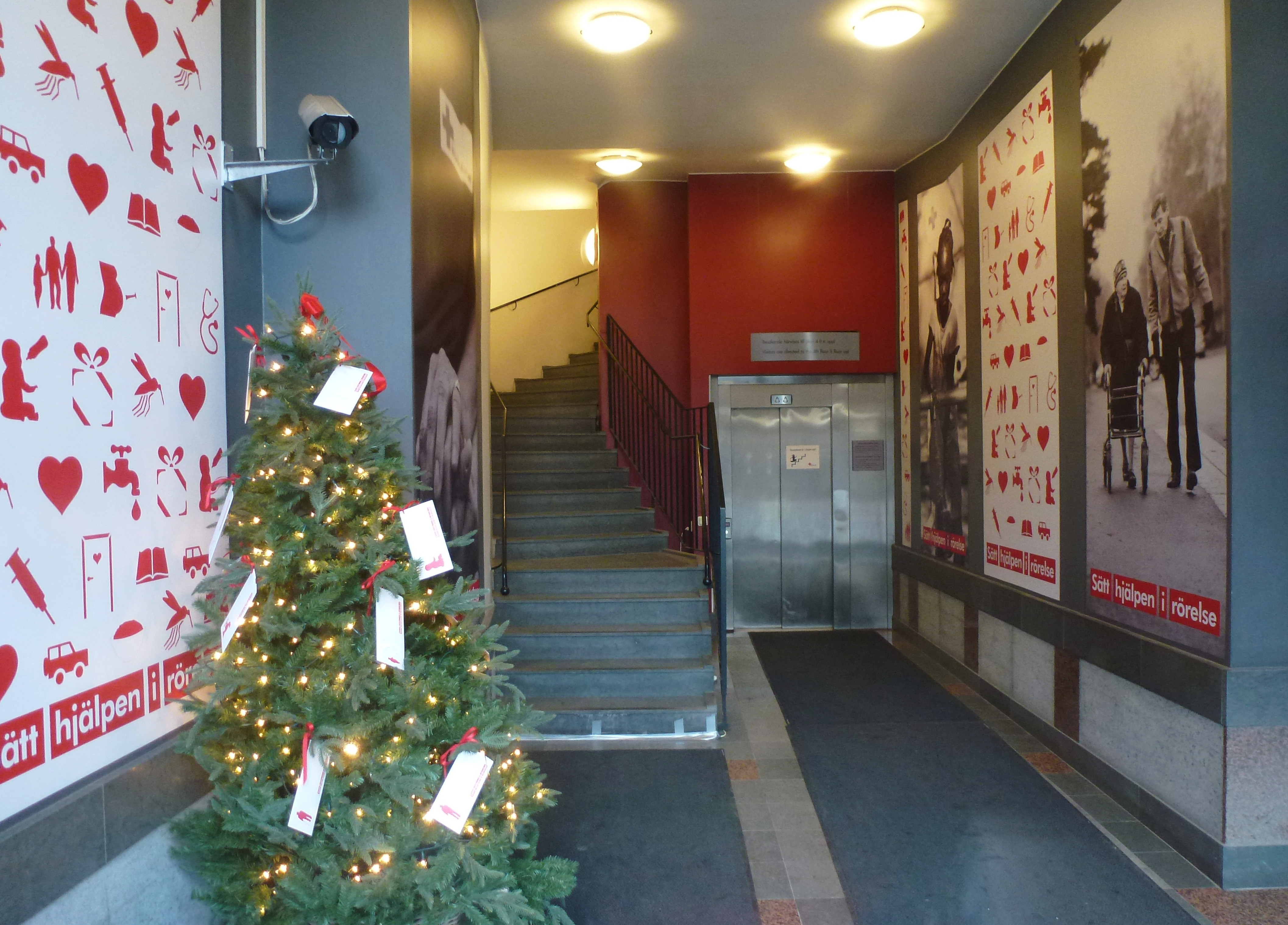